# Shadda

Taschdid

Shadda of tashdīd is een optioneel schriftteken uit het Arabisch schrift dat een verdubbeling van medeklinker aanduidt.
In het Arabische schrift schrijft men in plaats van twee identieke opeenvolgende medeklinkers slechts één enkele medeklinker. Aangezien de verdubbeling een verandering van de betekenis kan veroorzaken, is de shadda ook in anders niet beklinkerde teksten regelmatig terug te vinden.
In het geval dat de shadda volgt na een klinkerteken fatha, kleine alif, kasra, damma of sukun, dan schrijft men het klinkerteken boven, of in het geval van de kasra ook onder, de shadda en niet direct boven of onder de medeklinker. Anders gezegd, staat de shadda in dergelijke gevallen tussen de medeklinker en het klinkerteken in.
Opmerkelijk genoeg wordt het Arabische woord voor God, الله Allah, geschreven met een dubbele letter ل én een shadda boven één ervan.

## Shadda in Unicode
| Unicode Codepoint | U+0651           |
| Unicode-Name      | ARABIC SHADDA    |
| HTML              | &#1617;          |
| ISO 8859-6        | niet beschikbaar |

Basisalfabet: ا (alif) · 
ب (ba) · 
ت (ta) · 
ث (tha) · 
ج (jim) ·
ح (ḥa) ·
خ (kha) ·
د (dal) ·
ذ (dhal) ·
ر (ra) ·
ز (zai) ·
س (sin) ·
ش (sjin) ·
ص (ṣad) ·
ض (ḍad) ·
ط (ṭah) ·
ظ (ẓa) ·
ع (ain) ·
غ (gain) ·
ف (fa) ·
ق (qaf) ·
ك (kaf) ·
ل (lam) ·
م (mim) ·
ن (nun) ·
ه (ha) ·
و (waw) ·
ي (ya)
Aanvullende tekens: ء (hamza) ·
آ (alif madda) ·
ة (tāʾ marbūṭa) ·
ى (alif maqṣūra) ·
لا (lām-alif)
Klinkertekens: fatḥa ·
kasra ·
ḍamma ·
shadda ·
sukūn ·
waṣla